# Салка (приток Оки)
Салка — река в России, протекает в Меленковском районе Владимирской области. Устье реки находится в 261 км по левому берегу реки Ока. Длина реки составляет 23 км, площадь водосборного бассейна 106 км².
Исток реки в лесах в 7 км к юго-востоку от города Меленки. Река течёт на юго-восток, восток и северо-восток. Притоки - Нестерка, Лесендянка (левые). Впадает в Оку у села Ляхи.

## Данные водного реестра
По данным государственного водного реестра России относится к Окскому бассейновому округу, водохозяйственный участок реки — Ока от впадения реки Мокша до впадения реки Тёша, речной подбассейн реки — бассейны притоков Оки от Мокши до впадения в Волгу. Речной бассейн реки — Ока.
По данным геоинформационной системы водохозяйственного районирования территории РФ, подготовленной Федеральным агентством водных ресурсов:
- Код водного объекта в государственном водном реестре — 09010300112110000030244
- Код по гидрологической изученности (ГИ) — 110003024
- Код бассейна — 09.01.03.001
- Номер тома по ГИ — 10
- Выпуск по ГИ — 0